# Ettal
Ettal er en lille kommune i Landkreis Garmisch-Partenkirchen i Regierungsbezirk Oberbayern i den tyske delstat Bayern. Den er en del af Verwaltungsgemeinschaft Unterammergau. Den består af hovedbyen Ettal og landsbyerne Graswang, Linderhof, Dickelschwaig og Rahm.

## Geografi
Ettal ligger omkring 10 km nord for Garmisch-Partenkirchen i Region Oberland ved et pas mellem Oberammergau der ligger 5 km mod nordvest i Ammerdalen, og Oberau, der ligger 5 km mod sydøst i Loisachdalen.

## Historie
Kloster Ettal blev grundlagt af kejser Ludwig af Bayern i Graswangtal 28. april 1330.
Kommunen Ettal blev dannet 1818 og var beboet af bønderne fra Graswang og Linderhof.
Wittelsbaceren , kong Ludwig 2. af Bayern byggede fra 1874 bis 1878 Schloss Linderhof med store parkanlæg.